# Сорбит (металлургия)
Сорби́т — одна из структурных составляющих сталей и чугунов; представляет собой высокодисперсную разновидность перлита — эвтектоидной смеси феррита и цементита. Назван французским металловедом Флорисом Осмондом (1849—1912) в честь английского учёного Г. К. Сорби (1826—1908).
Твёрдость, прочность и ударная вязкость сорбита выше, чем перлита. По степени дисперсности и твердости занимает промежуточное положение между перлитом и трооститом. Межпластиночное расстояние в сорбите 0,2 мкм (в перлите 0,5—1,0 мкм). Сорбит образуется в результате распада аустенита при температурах около 650 °С при охлаждении (так называемый сорбит закалки) и из мартенсита при отпуске (сорбит отпуска). Сорбит отпуска имеет такую же твердость, как и сорбит закалки, но отличается от него формой частиц цементита: глобулы вместо пластинок. Такая форма цементита способствует существенному повышению вязкости стали.
В стали сорбит виден только под микроскопом, при увеличении в 800 раз и более, в виде криволинейных полосок, состоящих из пластинчатых слоев — попеременно твёрдых и мягких — феррита и цементита.  Исследования Ф. Осмонда показали, что сорбит окрашивается цветами побежалости при сухой полировке и при травлении спиртовым раствором йода, тогда как сами феррит и цементит при этих условиях не окрашиваются.